# سان خوان ديسباي
بلدية سانت جوان ديسبي (بالكاتالانية: Sant Joan Despí) هي إحدى بلديات مقاطعة برشلونة، والتي تقع في منطقة كاتالونيا، شرق إسبانيا.
يبلغ عدد سكانها 30.671 نسمة وفقاً لإحصائية سنة (2007).

## أعلام
- مارتين دومينغيز
- بابلو مافيو
- فرانسيسكو كالفيت
- جوزيب سيغور